# Milanovo (Vranje)
Pour les articles homonymes, voir Milanovo.
Milanovo (en serbe cyrillique : Миланово) est un village de Serbie situé sur le territoire de la Ville de Vranje, district de Pčinja. Au recensement de 2011, il comptait 211 habitants.

## Démographie
| 1948 | 1953 | 1961 | 1971 | 1981 | 1991 | 2002 | 2011 |
| ---- | ---- | ---- | ---- | ---- | ---- | ---- | ---- |
| 381  | 372  | 402  | 381  | 340  | 308  | 273  | 211  |

|  |